# Saquon Barkley
Pour les articles homonymes, voir Barkley.
(en) Statistiques sur pro-football-reference
Saquon Barkley, né le 9 février 1997 à New York (État de New York), est un sportif professionnel américain de football américain jouant au poste de running back dans la National Football League (NFL) depuis la saison 2018 et plus particulièrement pour les Eagles de Philadelphie depuis la saison 2024.
Auparavant, il a joué pendant trois saisons au niveau universitaire dans la NCAA Division I FBS pour les Nittany Lions de l'université d'État de Pennsylvanie (Penn State) où il établit plusieurs records de son équipe (plus grand nombre de yards gagnés avec 5 538 yards, plus grand nombre de touchdowns inscrits à la course avec 43 touchdowns, plus grand nombre de yards gagnés en réception par un running back avec 1 157 yards, plus grand nombre de yards gagnés par un joueur freshman et par un joueur sophomore et plus grand nombre de yards gagnés sur un match. En 2017, Barkley termine 4e au trophée Heisman en obtenant 304 votes, 3e au Maxwell Award et reçoit divers trophées nationaux ou de la Big Ten Conference.
Après avoir fait l'impasse sur sa dernière année d'éligibilité universitaire, il est sélectionné en deuxième choix global de la draft 2018 de la NFL par la franchise des Giants de New York. Il y établit également plusieurs records de la NFL et de sa franchise. Au terme de sa saison rookie, il est sélectionné pour le Pro Bowl et est désigné meilleur rookie offensif de la NFL. Il encourt plusieurs blessures en 2020 mais est de nouveau sélectionné en 2022 pour le Pro Bowl.
Agent libre, il rejoint les Eagles de Philadelphie en 2024. Lors sa première saison avec sa nouvelle équipe, il remporte le Super Bowl LIX en battant 40 à 22 les Chiefs de Kansas City. Il y améliore deux records détenus jusque-là par Terrell Davis, ceux du le plus grand nombre de yards gagnés lors d'une saison régulière et lors d'une série éliminatoire (playoffs).

## Sa jeunesse
Barkley est né dans l'arrondissement du Bronx, à New York. Il y grandi comme fan des Jets de New York ayant comme idole le running back Curtis Martin. La famille de Barkley est réputée dans le milieu de la boxe. Son père, Alibay, était un bon boxeur amateur. Saquon est également le neveu d'Iran Barkley, boxeur professionnel de 1982 à 1999. Alors qu'il est encore jeune, Barkley et sa famille déménagent à Bethlehem en Pennsylvanie à la recherche d'un environnement de banlieue plus sécurisé. Il entre au lycée Whitehall (en) situé dans le canton de Whitehall en Pennsylvanie. Il y joue au football américain et comptabilise 3 646 yards à la course inscrivant 63 touchdowns de son année sophomore à son année senior (dont 1 856 yards et 31 touchdowns comme senior). Barkley est considéré comme une recrue 4 étoiles. Il se lie finalement avec l'université d'État de Pennsylvanie pour y jouer en NCAA avec les Nittany Lions, même si au départ il avait eu des contacts avec l'université Rutgers.
| Nom                                  | Ville naissance                    | Lycée        | Taille               | Poids           | 40Y.D.‡ | Date contrat    |
| Saquon Barkley RB                    | Bronx, NY                          | Whitehall HS | 1,80 m (5 ft, 11 in) | 106 kg (233 lb) | 4,66    | 19 février 2014 |
| Saquon Barkley RB                    | Scout: Rivals: 247Sports: ESPN: 80 |              |                      |                 |         |                 |
| ‡ signifie course à pied de 40 yards |                                    |              |                      |                 |         |                 |

## Carrière universitaire

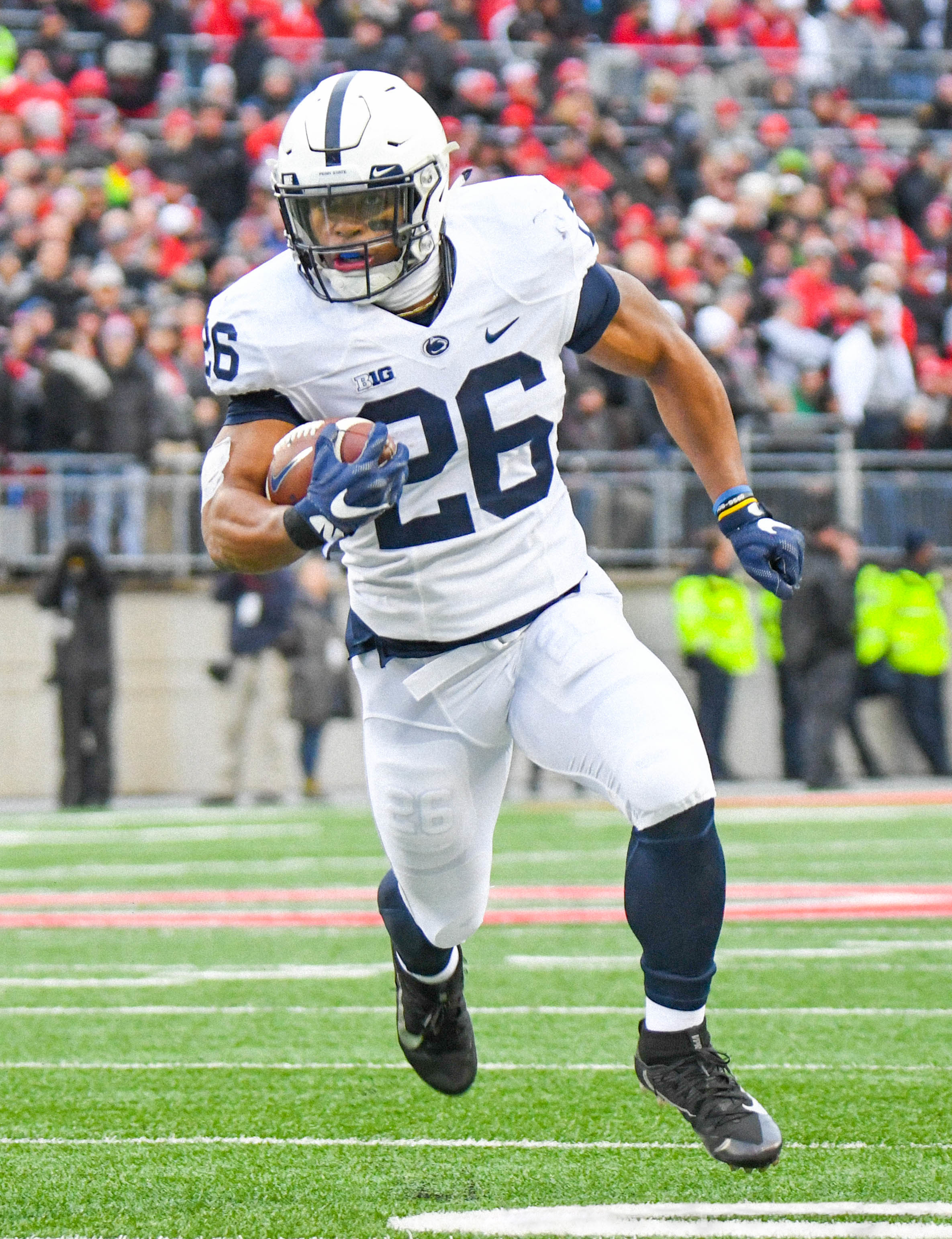
Saquon Barkley en 2017 avec Penn State

### Saison freshman
Barkley gagne de suite sa place comme true freshman lors de la saison 2015 à Penn State. Après avoir couru pour un gain d'un yard lors de sa première course lors de son premier match, il accumule 115 yards et un touchdown lors du second match. En octobre, il manque deux matchs à la suite d'une blessure. Lors de sa reprise contre les no 1 Buckeyes d'Ohio State, il gagne 194 yards en 26 courses,. Au cours de cette première saison, Barkley, lors de ses 182 courses, gagne 1 076 yards et inscrit 7 touchdowns.
Pendant l'inter-saison, Barkley reçoit de nombreuses éloges pour sa remarquable première année. Il est sélectionné dans la deuxième équipe type de la Big Ten Conference (recevant même des votes pour la première équipe) et est élu Freshman de l'année par BTN.com.

### Saison sophomore
Lors du premier match de sa deuxième saison, il gagne 105 yards inscrivant 1 touchdown lors de la victoire 33 à 13 contre les Golden Flashes de Kent State.
En deuxième semaine, lors du match de rivalité contre l'université de Pittsburgh, Penn State est mené 28 à 7 dans le second quart-temps. Barkley va inscrire cinq touchdowns, son cinquième survenant alors qu'il ne reste que cinq minutes de jeu dans le dernier quart-temps ramenant son équipe à trois points de Pittsburgh. Le quarterback de Penn State Trace McSorley se fait intercepter dans la zone d'en-but de Pittsburgh alors qu'il ne reste qu'une minute et 41 secondes de jeu annihilant les dernières chances de Penn state de remporter le match.
En cinquième semaine contre les Golden Gophers du Minnesota, dans un scénario récurrent pendant toute la saison, Penn State tente de revenir au score après une mauvaise première mi-temps. En prolongation, lors du premier jeu effectué par Penn State, Barkley termine le match inscrivant un TD de 25 yards à la course. Avant cette action, Minnesota l'avait limité à seulement 38 yards en 19 courses.
En sixième semaine contre Maryland, Barkley atteint pour la première fois de sa carrière universitaire les 200 yards de gain à la course. Il termine en effet avec 202 yards en 31 courses inscrivant un touchdown.
En septième semaine, lors de la victoire 24 à 21 contre les no 2 Buckeyes d'Ohio State, Barkley gagne 99 yards en 12 courses.
En huitième semaine, Barkley et no 24 Penn State inscrivent 62 points (record de leur saison) contre les Boilermakers de Purdue. Barkley établit un record de sa carrière avec 207 yards à la course (dont une course de 81 yards, record de sa carrière) inscrivant 2 touchdowns auxquels il faut ajouter 70 yards gagnés à la réception (soit un gain global de 277 yards). Cette victoire contre Purdue 62 à 24 permet à Penn State d'avoir un bilan partiel de 6-2 et de 4-1 au sein de la Big Ten Conference.
le 1er novembre 2016, Barkley est repris comme demi-finaliste du Maxwell Award.
Le 5 novembre, Barkley gagne 167 yards inscrivant un touchdown contre les Hawkeyes de l'Iowa. Il ajoute 44 yards et un autre touchdown à la réception, gagnant un total de 211 yards lors de la victoire 41 à 14.
Après la saison régulière, Barkley est désigné meilleur joueur offensif de l'année au sein de la Big Ten Conference, meilleur running back de la saison (prix Ameche–Dayne) et est sélectionné dans l'équipe-type de la Big Ten Conference.
Le 3 décembre 2016, lors du match de finale de conférence Big Ten, Barkley effectue 19 courses et gagne 83 yards, inscrivant un touchdown à la course et un autre à la réception. Ses efforts aident Penn State à remonter le score (menés 7 à 28, ils battent Wisconsin 38 à 31).
Au cours du Rose Bowl 2017, Barkley effectue 25 courses pour un gain de 194 yards soit 7,8 yards par course, inscrivant un touchdown de 79 yards permettant à Penn State de mener 28 à 27 face à USC. Penn State à un certain moment du match était mené 7 à 20 dans le second quart-temps, mais l'équipe inscrit 7 touchdowns au cours de 7 possessions consécutives (dont 4 touchdowns en 4 jeux consécutifs), Barkley inscrivant un touchdown à la suite d'une course de 79 yards. Barkley inscrit les 1er, 4e et 7e touchdowns de son équipe permettant aux Nittany Lions de mener 49 à 35 dans le dernier quart-temps. USC remporte toutefois le match dans les derniers instant, 52 à 49.
Barkley établit le record de yards gagnés en course de l'université en une saison par un joueur freshman (1 076 yards) et par un sophomore (1 496 yards).

### Saison junior
Lors du premier match de la saison 2017 contre les Zips d'Akron, Barkley effectue 14 courses pour un gain de 172 yards (la plus longue de 80 yards) et 2 touchdowns. Il gagne également 54 yards en deux réceptions. Il est désigné meilleur joueur offensif de la semaine de la Big Ten Conference.
Lors du match contre les Hawkeyes de l'Iowa (victoire 21 à 19), Barkley totalise 358 yards. Il établit ainsi le record de son université du plus grand nombre de yards gagnés sur un match. Barkley termine le match avec 211 yards et un touchdown à la course, 94 yards à la réception et 53 yards gagnés à la suite d'un retour de kickoff. Après cette performance, Barkley est de nouveau désigné meilleur joueur offensif de la semaine de la Big Ten Conference.
Contre les Hoosiers de l'Indiana (victoire 45 à 14), Barkley gagne 56 yards en 20 courses, un jour improductif pour lui. Malgré cela, ses chances d'être sélectionné pour le Trophée Heisman augmentent, car il réalise 4 réceptions gagnant 51 yards, retourne un kickoff sur 98 yards inscrivant un touchdown et il lance une passe de 16 yards réceptionnée par Desean Hamilton en fin de 4e quart-temps. Barkley devient le premier joueur de l'histoire de la Big Ten Conference à inscrire un touchdown à la suite d'un retour de kickoff et à la passe lors du même match. Il est de nouveau désigné meilleur joueur offensif de la semaine de sa conférence. Le 31 décembre 2017, environ 24 heures après la victoire de Penn State au Fiesta Bowl 2017, Barkley déclare qu'il va se présenter à la draft 2018 de la NFL.

### Statistiques en NCAA
| Année                    | Équipe                   | Statut                   | MJ |     | Courses | Courses | Courses | Courses |       | Passes réceptionnées | Passes réceptionnées | Passes réceptionnées | Passes réceptionnées |  | Fumbles | Fumbles |
| Année                    | Équipe                   | Statut                   | MJ | Nb. | Yards   | Moy.    | TD      | Nb.     | Yards | Moy.                 | TD                   | Nb.                  | Perdus               |  |         |         |
| 2015                     | Penn State               | Freshman                 | 11 | 182 | 1 076   | 5,9     | 07      | 20      | 161   | 08,1                 | 0                    | 0                    | 0                    |  |         |         |
| 2016                     | Penn State               | Sophomore                | 14 | 272 | 1 496   | 5,5     | 18      | 28      | 402   | 14,4                 | 5                    | 0                    | 0                    |  |         |         |
| 2017                     | Penn State               | Junior                   | 13 | 217 | 1 271   | 5,9     | 18      | 54      | 632   | 11,7                 | 3                    | 0                    | 0                    |  |         |         |
| Totaux NCAA (Penn State) | Totaux NCAA (Penn State) | Totaux NCAA (Penn State) | 38 | 672 | 3 843   | 5,7     | 43      | 102     | 1 195 | 11,7                 | 8                    | 0                    | 0                    |  |         |         |

### Trophées et récompenses
- Vainqueur du Super Bowl LIX
- Vainqueur du Fiesta Bowl — 2017
- 6 × Meilleur joueur offensif de la semaine en Big Ten Conference — 2017, 2016
- Joueur All American à la mi-saison pour ESPN et Sporting News — 2017
- 2 × Meilleur joueur de la semaine des équipes spéciales en Big Ten Conference — 2017
- Gagnant du trophée Paul Hornung — 2017
- Consensus All-American — 2017
- Équipe type All-American pour le Sporting News, pour ESPN, FWAA, AP et Walter Camp — 2017
- Meilleur joueur offensif de l'année en Big Ten Conference — 2016, 2017
- Meilleur Running Back de l'année en Big Ten Conference — 2016, 2017
- Meilleur spécialiste des retours de l'année en Big Ten Conference — 2017
- Champion de la Big Ten Conference — 2016
- Sélectionné dans la 3e équipe type All-American de l'AP — 2016
- Sélectionné dans la 2e équipe type All-American de Sporting News — 2016
- Sélectionné dans la 1re équipe type en Big Ten Conference — 2016
- Sélectionné dans la 2e équipe type en Big Ten Conference — 2015

### Records
Penn State
- Plus grand nombre de TD inscrits à la course en carrière — 43
- Plus grand nombre de yards gagnés à la course par un freshman — 1,076 yards
- Plus grand nombre de yards gagnés à la course par un sophomore — 1,496 yards
- Plus grand nombre de yards gagnés en un match — 358 yards
- Premier joueur à avoir inscrit un touchdown à la passe et en retour de kickoff lors d'un même match

## Carrière professionnelle

### Draft 2018
Le 31 décembre 2017, Barkley considéré comme pouvant faire partie des 10 premiers choix de la prochaine draft par beaucoup de spécialistes, annonce officiellement son intention de se présenter à la draft 2018 de la NFL. Au fil des semaines, sa cote monte au point qu'il est considéré comme un potentiel second choix fin février, la plus haute place pour un running back depuis Reggie Bush lors de la Draft 2006 de la NFL. Mel Kiper Jr. (en), qui est historiquement contre le fait de sélectionner un running back lors d'un premier tour de draft, déclare que Barkley est un talent unique, et que les équipes qui ne le sélectionneront pas s'en mordront les doigts.
Lors du NFL Scouting Combine, Barkley effectue de très bonnes prestations. Selon Ian Rapoport (en), les Browns de Cleveland seraient fortement déterminés à sélectionner Barkley en no 1 ce qui en ferait le premier running back depuis Ki-Jana Carter lors de la draft 1995 de la NFL à être choisi en tout premier choix.
Le 26 avril 2018, Saquon Barkley est sélectionné à la 2e choix global lors du premier tour de la draft 2018 de la NFL par les Giants de New York.

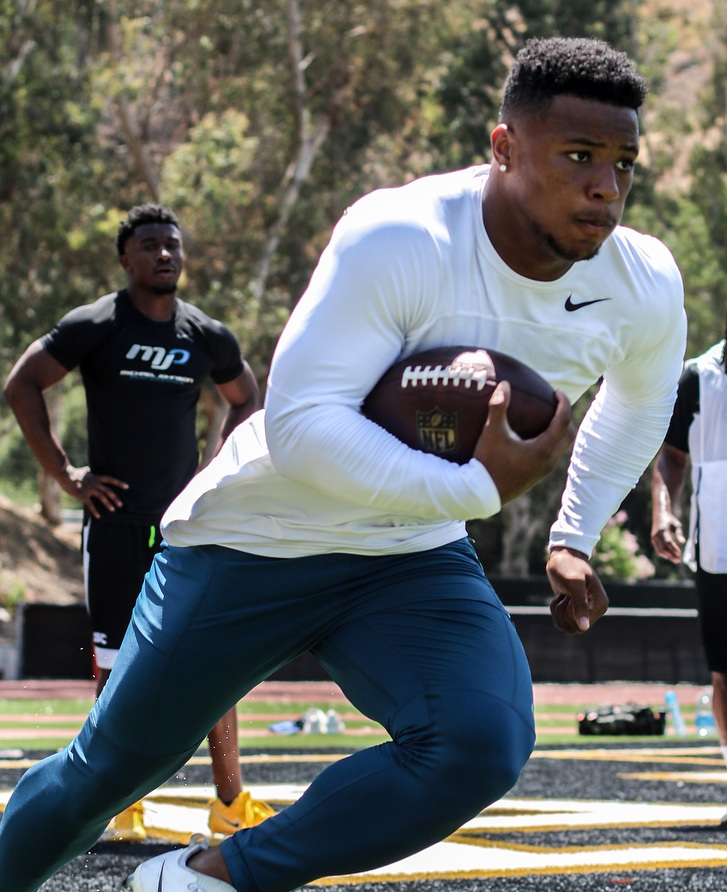
Barkley à l'entraînement avant le début de la saison 2018.

| Taille             | Poids           | Long. bras           | Taille main    | 40 yds dash | 10 yds split | 20 yds split | 20 yds shuttle | 3 cone drill | Dét. Vert.      | Dét. Long. |
| ------------------ | --------------- | -------------------- | -------------- | ----------- | ------------ | ------------ | -------------- | ------------ | --------------- | ---------- |
| 1,83 m (6 ft 0 in) | 106 kg (233 lb) | 80 cm (31 et 3/8 in) | 24 cm (3,5 in) | 4.40 s      | 1,54 s       | -            | -              | 7,18 s       | 1,04 cm (41 in) | -          |

### Giants de New York
Le 22 juillet 2018, Barkley signe un contrat de quatre ans pour un montant de 31,2 millions de $ entièrement garantis dont une prime à la signature de 20,76 millions de $ dont 15 millions de $ sont payés en octobre.

#### Saison 2018
Saquon Barkley inscrit son premier touchdown en NFL après une course de 68 yards au cours de la 1re semaine contre les Jaguars de Jacksonville. Lors de ce match, malgré la défaite 15 à 20, il totalise un gain de 106 yards à la course et 1 TD. La semaine suivante (défaite 13 à 20 contre les Cowboys de Dallas), il effectue 14 réceptions établissant un nouveau record de sa franchise. Il égalise également le record NFL de réception par un rookie sur un match.

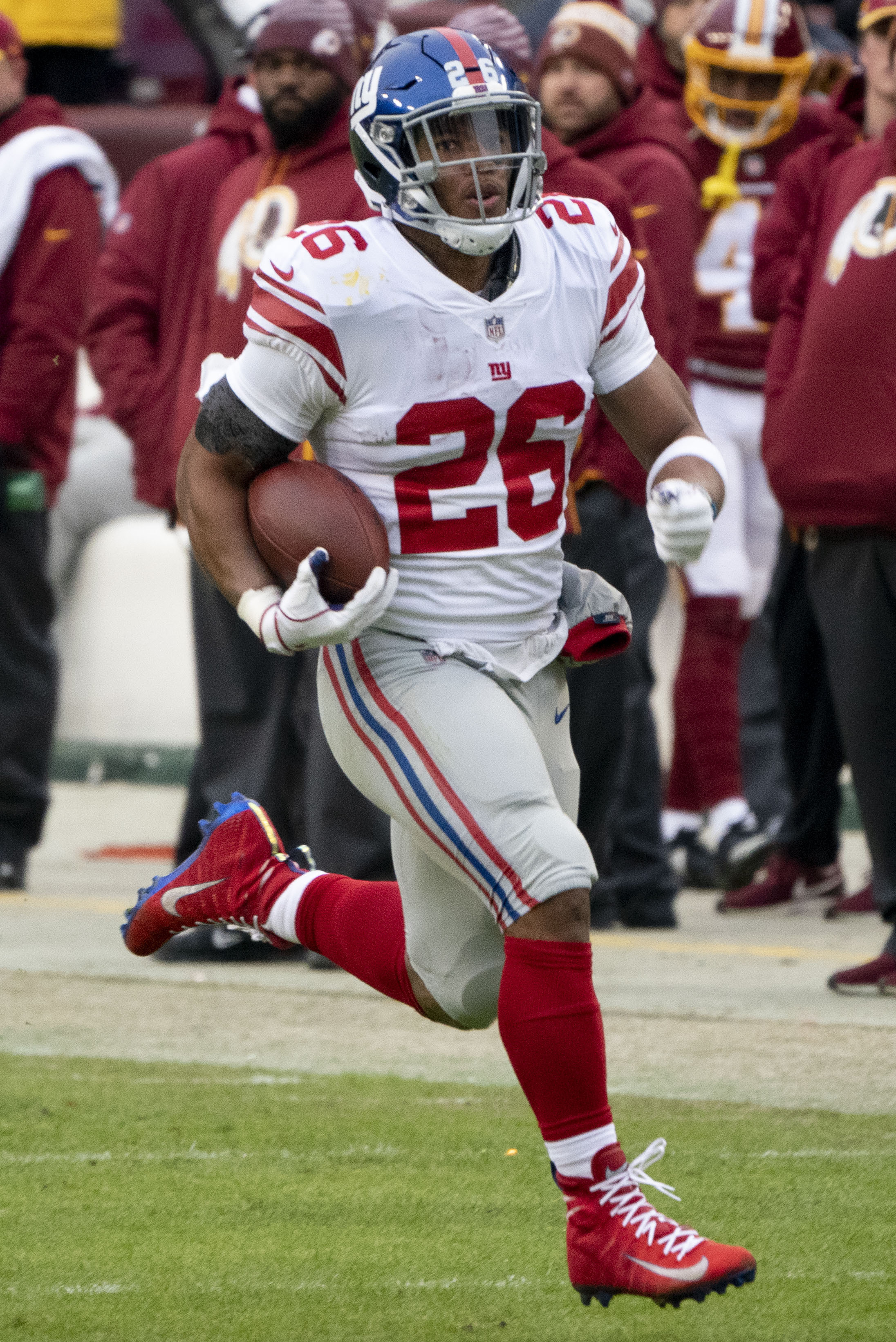
Barkley inscrivant un TD de 78 yards lors de la 14e semaine contre les Redskins de Washington.

En 4e semaine, malgré la défaite contre les Saints de La Nouvelle-Orléans, il enregistre de nouveau plus de 100 yards gagnés dont 44 à la course et 56 à la réception tout en inscrivant 1 TD.
Lors du Thursday Night Football contre les Eagles de Philadelphie en 6e semaine, Barkley gagne encore 130 yards à la course et 99 en réception.
Il établit son record de carrière en 11e semaine contre les Buccaneers de Tampa Bay, avec 142 yards gagnés à la course et 3 TDs,. Il est élu Joueur NFC Offensif de la semaine.
La semaine suivante contre les Eagles (défaite 22 à 25), Barkley gagne 101 yards et inscrit un TD après une course de 51 yards, devenant le premier joueur (depuis John Fuqua en 1970) à inscrire deux TDs de plus de 50 yards contre les Eagles en saison régulière,.
Lors de la 14e semaine contre les Redskins (victoire 40 à 16), il gagne 170 yards et inscrit un TD après une course de 78 yards. Il devient le premier rookie des Giants à dépasser les 1 000 yards à la course. Il établit un nouveau record de la franchise après avoir inscrit comme rookie son 13e touchdown de la saison.
En fin de saison, il est avec Eric Dickerson et Edgerrin James, un des trois rookies de l'histoire de la NFL à dépasser les 2 000 yards (course et réception) sur une saison régulière. Barkley aura inscrit un total de 15 touchdowns sur sa saison rookie (11 à la course et 4 en réception) et gagné 1 307 yards à la course et 721 yards à la réception. Avec 91 réceptions, Barkley établit un nouveau record du nombre de réceptions pour un running back rookie, battant le précédent record de Reggie Bush établi en 2006.
La saison des Giants est toutefois mauvaise : ils finissent sur un bilan de 5 victoires pour 11 défaites et finissent derniers de la NFC East.
Après cette première saison remarquable, Saquon Barkley est logiquement sélectionné pour le Pro Bowl

#### Saison 2019

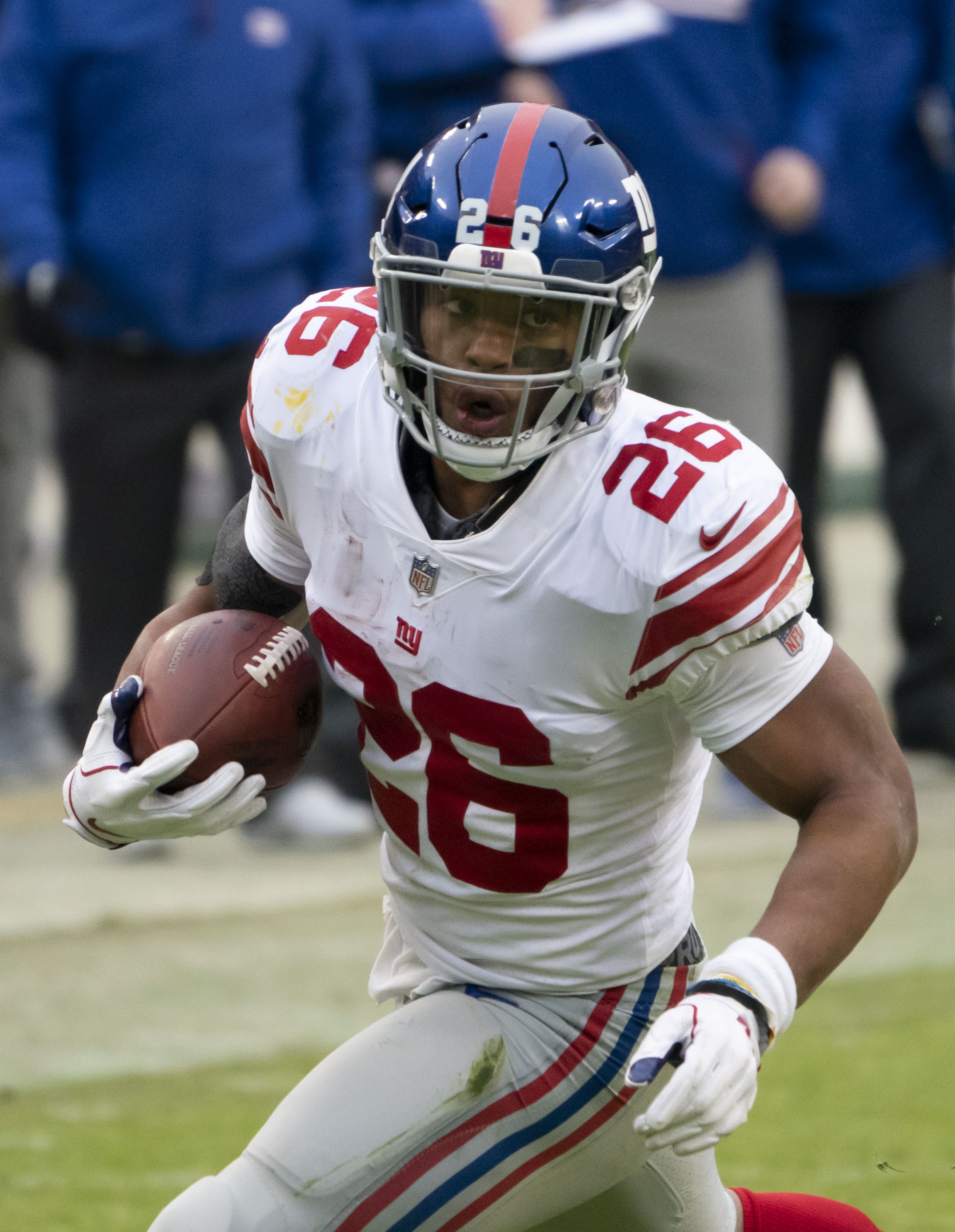
Barkley en 2018.

Barkley est désigné par ses équipiers comme un des sept capitaines de l'équipe pour la saison 2019, honneur très rarement accordé à un joueur n'ayant joué qu'une seule saison au sein d'une équipe.
En 1re semaine contre les Cowboys de Dallas (défaite 17 à 35), il effectue onze courses gagnant un total de 120 yards dont une de 59 yards. Dans ce match, il commet le premier fumble de sa carrière NFL. En 2e semaine contre les Bills de Buffalo (défaite 14 à 28), Barkley effectue 18 courses pour un gain de 107 yards et un touchdown. Il réceptionne trois passes et gagne 28 yards supplémentaires. La semaine suivante contre les Buccaneers de Tampa Bay, Barkley s'occasionne une entorse à la cheville ce qui va lui faire manquer plusieurs matchs.
Il effectue son retour en 7e semaine contre  les Cardinals de l'Arizona. IL effectue dix-huit courses pour un gain de 72 yards et inscrit un touchdown (défaite 21 à 27). En 8e semaine contre les Lions de Détroit (défaite 26-31), il effectue 19 courses pur un gain cumulé de 64 yards et réussit 8 réceptions (record de sa saison) pour un gain cumulé de 79 yards. Contre les Dolphins en 15e semaine (victoire 36-20), il effectue 24 courses pour un gain cumulé de 112 yards et 2 touchdowns et réussit 4 réceptions pour un gain de 31 yards. La semaine suivante lors de la victoire 41-35 contre les Redskins de Washington, il réalise la meilleure performance de sa carrière avec 22 courses pour un gain de 189 yards et 4 réceptions pur un gain supplémentaire de 90 yards et 2 touchdowns. Il est ainsi désigné meilleur joueur offensif NFC de la 16e semaine. Il réalise la plus longue course de sa saison en 17e semaine avec un gain de 68 yards contre les Eagles (défaite 17-34).
Après sa saison sophomore, il devient le premier running back de l'histoire des Giants à plus de 1 000 yards gagnés à la course lors de chacune de ses deux premières saisons NFL.

#### Saison 2020
En première semaine, à l'occasion du match de « Monday Night Football » joué à domicile contre les Steelers de Pittsburgh (défaite 26 à 16), Barkley effectue quinze courses pour un gain de 6 yards soit une moyenne de 0,4 yards par course ce qui constitue sa plus faible moyenne en carrière. Il gagne également 60 yards en six réceptions.
La semaine suivante, en déplacement chez les Bears de Chicago (défaite 13 à 17), il se blesse au genou et doit quitter prématurément le terrain. Une déchirure du ligament croisé antérieur est diagnostiquée ce qui met fin à sa saison,. Il est placé sur la liste des réservistes blessés le 22 septembre 2020.

#### Saison 2021
Le 28 avril 2021, les Giants activent l'option de 5e année du contrat de Barkley d'un montant de 7,217 millions de $ pour la saison 2022.

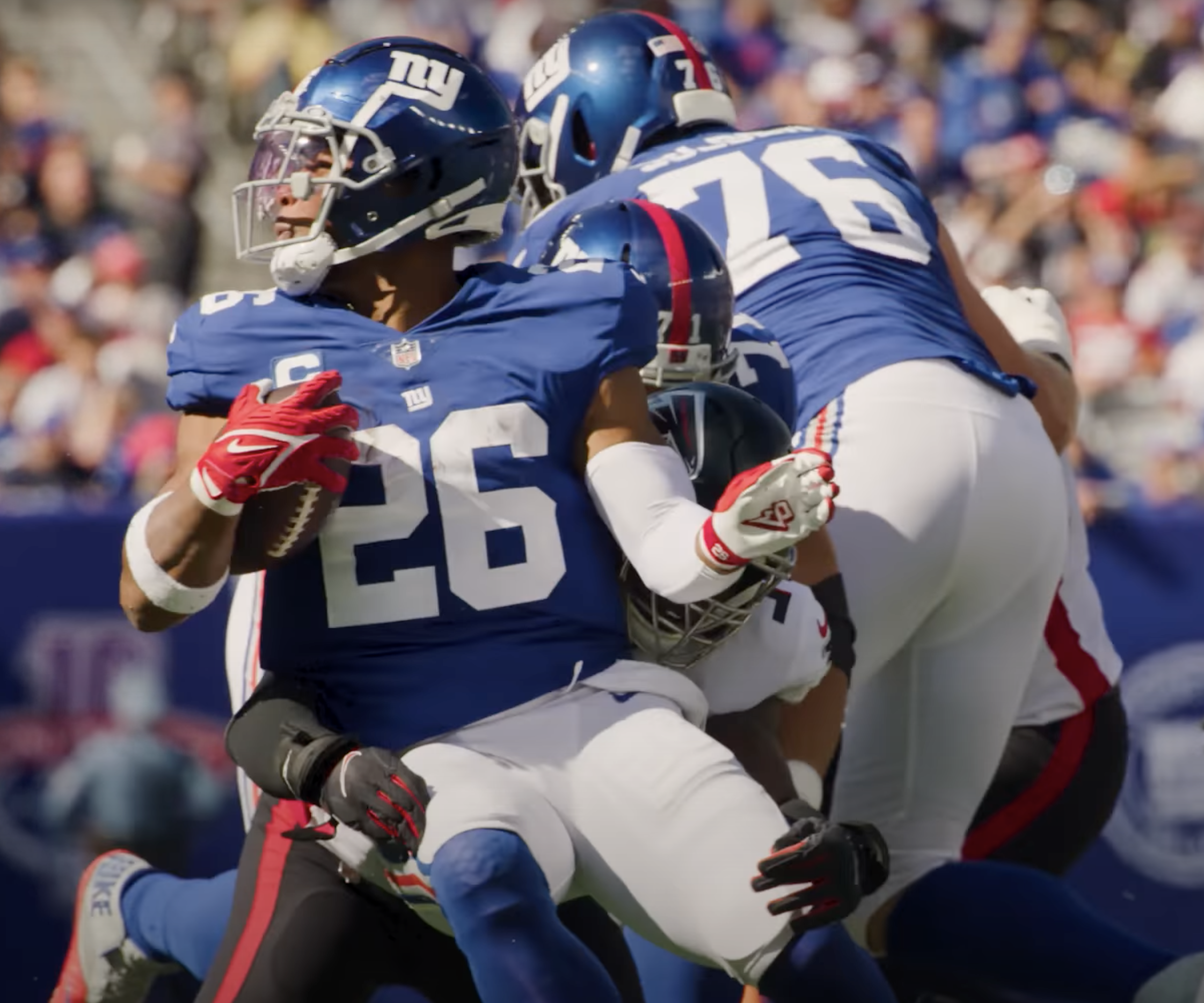
Barkley contre les Falcons d'Atlanta en 2021.

Lors du match contre les Cowboys de Dallas en 5e semaine, Barkley se blesse au pied lors d'un contact avec Jourdan Lewis (en). Le 3 novembre 2021, touché par le virus Covid-19, il est placé sur la liste des réservistes COVID-19.

#### Saison 2022
Contre les Titans en 1re semaine (victoire 21-20), Barkley gagne 164 yards et inscrit un touchdown à la course auxquels il faut ajouter 30 yards en six réceptions. Il donne la victoire à son équipe en inscrivant une conversion de touchdown à 2 points en toute fin de quatrième quart temps. Sa performance lui permet d'être désigné meilleur joueur offensif de la semaine. Il gagne 126 yards et inscrit un touchdown à la course lors de la défaite 16 à 23 en 3e semaine contre les Cowboys. La semaine suivante, Barkley gagne 146 yards à la course (victoire 20 à 12 contre les Bears). En 10e semaine contre les Texans (victoire 24 à 16), il gagne 152 yards et inscrit un touchdown en 35 courses. Fin de saison, il affiche un bilan de 1 312 yards et 10 touchdowns en 295 courses, ainsi que 338 yards en 57 réceptions. Il est classé 4e de la NFL et 1er de la NFC au nombre de yards gagnés à la course. Lors du match de Wild Card de la série éliminatoire (victoire 31 à 24 contre les Vikings), il inscrit deux touchdowns et gagne 109 yards à la course. Il est sélectionné pour son deuxième Pro Bowl et est classé par ses pairs, 31e du Top 100 des meilleurs joueurs 2022 de la NFL.

#### Saison 2023
Le 7 mars 2023, les Giants placent un franchise tag non exclusif sur Barkley. Il signe le 26 juillet un contrat ajusté incluant 2 millions $ de prime à la signature et diverses clauses de bonus.
Pendant le match de la 8e semaine perdu 10 à 13 en prolongation contre les Jets, Barkley gagne 128 yards en 36 courses. Contre les Commanders en 11e semaine, il gagne 140 yards et inscrit deux touchdowns en réception. Contre les Eagles, il inscrit deux touchdowns à la course. Il termine la saison 2023 avec un bilan de 962 yards, 6 touchdowns en 247 courses et 280 yards, 4 touchdowns en 41 réceptions au cours de 14 matchs disputés tous en tant que titulaire.

### Eagles de Philadelphie

#### Saison 2024
Le 13 mars 2024, Saquon Barkley signe un contrat de trois ans avec les Eagles de Philadelphie.
Le 7 septembre 2024, lors de son premier match avec les Eagles, il affronte les Packers de Green Bay à la Neo Química Arena de São Paulo. Son équipe remporte le match sur le score de 34 à 29. Saquon Barkley marque trois touchdowns, deux à la course, un à la réception et gagne au total 109 yards à la course.
Le 9 février 2025, il fête ses 28 ans lors du Super Bowl LIX qu'il dispute au Caesars Superdome de La Nouvelle-Orléans contre les Chiefs de Kansas City. Saquon Barkley remporte son premier Super Bowl, le deuxième pour les Eagles après le Super Bowl LII lors de la saison 2017,. Lors du Super Bowl LIX, il s'octroie le record NFL du plus grand nombre de yards gagnés à la course en une saison avec 2 504 yards (incluant la saison régulière et la série éliminatoire), battant ainsi le record détenu jusqu'alors par Terrell Davis (2 476 yards). Il bat également un autre record détenu par Terrell Davis, celui du plus grand nombre de yards gagnés sur une saison (incluant la saison régulière et la post-saison), avec 2 857 yards. Lors de ce Super Bowl, il gagne 75 yards mais n'inscrit pas de touchdown.

### Statistiques en NFL
| Année            | Équipe                 | MJ |                | Courses        | Courses        | Courses        | Courses        |                | Passes réceptionnées | Passes réceptionnées | Passes réceptionnées | Passes réceptionnées |  | Fumbles | Fumbles |
| Année            | Équipe                 | MJ | Nb.            | Yards          | Moy.           | TD             | Nb.            | Yards          | Moy.                 | TD                   | Nb.                  | Perdus               |  |         |         |
| 2018             | Giants de New York     | 16 | 261            | 1 307          | 5,0            | 11             | 91             | 721            | 07,9                 | 4                    | 0                    | 0                    |  |         |         |
| 2019             | Giants de New York     | 13 | 217            | 1 003          | 4,6            | 06             | 52             | 438            | 08,4                 | 2                    | 1                    | 0                    |  |         |         |
| 2020             | Giants de New York     | 02 | 019            | 0 34           | 1,8            | 0              | 06             | 060            | 10,0                 | 0                    | 0                    | 0                    |  |         |         |
| 2021             | Giants de New York     | 13 | 162            | 0 593          | 3,7            | 02             | 41             | 263            | 06,4                 | 2                    | 2                    | 1                    |  |         |         |
| 2022             | Giants de New York     | 16 | 295            | 1 312          | 4,4            | 10             | 57             | 338            | 05,9                 | 0                    | 1                    | 0                    |  |         |         |
| 2023             | Giants de New York     | 14 | 247            | 0 962          | 3,9            | 06             | 41             | 280            | 06,8                 | 4                    | 2                    | 2                    |  |         |         |
| 2024             | Eagles de Philadelphie | 16 | 345            | 2 005          | 5,8            | 13             | 33             | 278            | 08,4                 | 2                    | 2                    | 1                    |  |         |         |
| 2025             | Eagles de Philadelphie | ?  | Saison à venir | Saison à venir | Saison à venir | Saison à venir | Saison à venir | Saison à venir | Saison à venir       | Saison à venir       | ?                    | ?                    |  |         |         |
| Totaux NFL       | Totaux NFL             | 90 | 1 546          | 7 216          | 4,7            | 48             | 321            | 2 378          | 7,4                  | 14                   | 8                    | 4                    |  |         |         |
| Totaux NY Giants | Totaux NY Giants       | 74 | 1 201          | 5 211          | 4,3            | 35             | 288            | 2 100          | 7,3                  | 12                   | 6                    | 3                    |  |         |         |

| Année                  | Équipe                 | MJ |     | Courses | Courses | Courses | Courses |       | Passes réceptionnées | Passes réceptionnées | Passes réceptionnées | Passes réceptionnées |  | Fumbles | Fumbles |
| Année                  | Équipe                 | MJ | Nb. | Yards   | Moy.    | TD      | Nb.     | Yards | Moy.                 | TD                   | Nb.                  | Perdus               |  |         |         |
| 2022                   | Giants de New York     | 2  | 018 | 114     | 6,3     | 2       | 07      | 077   | 11,0                 | 0                    | 0                    | 0                    |  |         |         |
| 2024                   | Eagles de Philadelphie | 4  | 091 | 499     | 5,5     | 5       | 13      | 075   | 05,8                 | 0                    | 0                    | 0                    |  |         |         |
| Totaux NFL / NY Giants | Totaux NFL / NY Giants | 6  | 109 | 613     | 5,6     | 7       | 20      | 152   | 07,6                 | 0                    | 0                    | 0                    |  |         |         |

| Saison     | 2019 | 2020 | 2021 | 2022 | 2023 | 2024 | 2025 |
| Classement | 16e  | 31e  | -    | -    | 31e  | 86e  | ?    |

### Trophées et récompenses en NFL
- Vainqueur du Super Bowl : LIX (saison 2024)
- Sélections pour le Pro Bowl : Pro Bowl 2019 (saison 2018), Pro Bowl 2023 (saison 2022) et Pro Bowl 2025 (saison 2024) ;
- Sélections dans la 1re équipe All-Pro : 2024
- Meilleur joueur offensif NFL de la saison régulière : 2024
- Rookie NFL de l'année (décerné par la société Pepsi) : 2018[93] ;
- Meilleur joueur au sol de la saison régulière (décerné par la société FedEx) : 2018[94] ;
- Meilleur joueur débutant offensif NFL de la saison régulière (décerné par l'Associated Press) : 2018 ;
- Sélection dans l'équipe PFWA des meilleurs débutants de la saison régulière : 2018 ;
- Classé dans le Top 100 NFL : 16e en 2019, 31e en 2020, 31e en 2022 et 86e en 2024.

### Records en NFL

#### Records de la ligue
- Plus grand nombre de matchs à + de 100 yards gagnés à partir de la ligne de scrimmage par un débutant – 12 matchs[95] ;
- Plus grand nombre de touchdowns de + de 50 yards inscrits par un débutant – 5 (à égalité avec Randy Moss)[96] ;
- Plus grand nombre de réception par un running back débutant – 91 réceptions[97] ;
- Plus grand nombre de réceptions par un débutant sur un match – 14 réceptions[97] ;
- 9e joueur de l'histoire de la NFL à gagner plus de 2 000 yards à la course sur une saison régulière (en 2024) ;
- Plus grand nombre de yards gagnés à la course sur une saison complète (régulière et série éliminatoire) – 2 504 yards en 2024 ;
- Plus grand nombre de yards gagnés sur une saison complète (régulière et série éliminatoire) – 2 857 yards en 2024.

#### Records de la franchise des Eagles
- Plus grand nombre de yards gagnés à la course sur une saison régulière – 2 005 en 2024 ;
- Plus grand nombre de matchs à + de 100 yards gagnés à la course sur une saison régulière – 12 en 2024 ;
- Premier joueur de la franchise à gagner plus de 2 000 yards à la course sur une saison régulière en 2024 ;
- Plus grand nombre de yards gagnés à la course sur un seul match – 255 contre les Rams de Los Angeles le 24 novembre 2024 ;
- Plus grand nombre de yards gagnés sur un seul match (courses et réceptions) – 302 contre les Rams de Los Angeles le 24 novembre 2024 ;
- Plus grand nombre de yards gagnés à la course lors d'un match de série éliminatoire – 205 contre les Rams de Los Angeles le 19 janvier 2025.

#### Records de la franchise des Giants
- Plus grand nombre de TD inscrits à la course par un débutant (rookie) – 11[98] ;
- Plus grand nombre de yards gagnés à la course par un débutant – 1 307[99] ;
- Plus grand nombre de TDs inscrits sur une saison par un débutant – 15[100] ;
- Plus grand nombre de réceptions sur un match par un débutant - 14[97]
- Premier running back de la franchise à gagner + de 1 000 yards à la course lors de ses deux premières saisons[57]

## Vie personnelle
Barkley est en couple avec Anna Congdon avec qui il a eu une fille, Jada Clare née le 24 avril 2018 et un garçon, Saquon Jr. né en septembre 2022.
Saquon est le fils de Alibay Barkley et de Tonya Johnson. Il a deux frères, Rashard Johnson et Ali Barkley, ainsi que deux sœurs, Shaquona et Aliyah Barkley. Son grand-oncle, Iran Barkley, est un ancien boxeur professionnel champion WBC comme poids moyen.
Le 9 mars 2018, la Chambre des représentants de Pennsylvanie vote pour que le mercredi 14 mars devienne le Saquon Barkley Day en Pennsylvanie. Barkley s'est présenté au Capitole de l'État de Pennsylvanie le 14 mars et s'est adressé à la Chambre. Le 29 mars, Barkley et sa famille participent à une parade dans la ville de Coplay en Pennsylvanie en compagnie de la fanfare du lycée de Whitehall et des enfants de son ancienne équipe de flag football. Ce défilé a attiré quelque 5 000 visiteurs. La ville et les officiels déclarent qu'ils voulaient faire savoir à Barkley que tout le monde serait derrière lui qu'importe sa destinée,.